# Lodovica Comello
Lodovica Comello (ur. 13 kwietnia 1990 w  San Daniele del Friuli w prowincji Udine) – włoska aktorka, piosenkarka i tancerka, Zadebiutowała w młodzieżowej telenoweli Violetta, gdzie grała Francescę, najlepszą przyjaciółkę głównej bohaterki. W 2013 roku wydała swój debiutancki album "Universo", a dwa lata później drugi album studyjny "Mariposa". Od 1 kwietnia 2015 roku żona Argentyńczyka Tomasa Goldschmidta, jednego z dyrektorów produkcyjnych serialu Violetta, jej wieloletniego partnera. 12 maja w Polsce, dzięki Wydawnictwu Rebis pojawiła się biografia Lodovici Cała reszta nie ma znaczenia w polskiej wersji.

## Życiorys
Lodovica Comello urodziła się w San Daniele del Friuli, we Włoszech. Od najmłodszych lat była uczona aktorstwa, tańca i gry na gitarze. Wzięła udział w trasie Patito Feo Il Mondo di Patty we Włoszech. Studiowała na MAS w Mediolanie. Obecnie mieszka we Włoszech, w Mediolanie. Mówi biegle po włosku, hiszpańsku i angielsku. 7 lipca 2014 roku została matką chrzestną Mii, córki swojej siostry Ilari. 1 kwietnia 2015 roku w urzędzie stanu cywilnego w San Daniele del Friuli, Comello wzięła ślub z Tomasem Goldschmidtem, pracownikiem produkcji serialu Violetta, z którym była związana przez ponad 3 lata.

### Violetta
W 2011 roku została zaangażowana do odtwarzania roli Francesci Cauviglii w południowoamerykańskiej produkcji telewizyjnej pt. Violetta.
W listopadzie 2012 roku, wraz z resztą obsady zaczęła nagrania do drugiego sezonu serialu, który miał swoją premierę 30 czerwca  2013 roku (w Polsce 21 października 2013 roku). 3 sezon swoją premierę miał natomiast 28 lipca 2014 w Argentynie. W Polsce premiera odbyła się 10 listopada 2014 roku.

### Kariera solowa i inne projekty
1 listopada 2013 roku ukazał się singiel Universo z jej debiutanckiego albumu o tej samej nazwie, który miał swoją premierę 19 listopada we Włoszech i Argentynie, w Hiszpanii pojawił się on 26 listopada, 5 marca 2014 roku do Meksyku, zaś 13 marca trafił do Polski. Pierwszym singlem z tej płyty została piosenka "Universo", zaś teledysk do niego pojawił się 7 listopada 2013 roku. Drugim singlem została piosenka "Otro dia mas" - teledysk do tego utworu pojawił się 13 marca 2014 roku. Trzecim i ostatnim singlem promującym "Universo" został cover artystki do piosenki "I only want to be with you". Teledysk pojawił się 5 września 2014 roku.
W 2015 roku Lodovica zaangażowała się w akcję charytatywną organizacji UNICEF.
30 stycznia 2015 roku ukazał się singiel "Todo el resto no cuenta" z nadchodzącej drugiej płyty aktorki "Mariposa", która miała swoją premierę 3 lutego we Włoszech. Teledysk do utworu pojawił się dzień później, czyli 31 stycznia 2015 roku. 1 lutego 2015 roku w Rzymie aktorka rozpoczęła swoją trasę koncertową Lodovica World Tour, która obejmie również Polskę, aby wypromować obie płyty. 19 lutego 2015 r. piosenkarka zawitała do Polski w celu nakręcenia teledysku do swojego drugiego singla z płyty "Mariposa" - Sin Usar Palabras / Bez słów. Teledysk powstał w Łomiankach pod Warszawą i został nagrany z młodym, polskim wokalistą - Szymonem Chodynieckim, który niegdyś działał w grupie South Blunt System. Jest to specjalna, polsko-hiszpańska wersja piosenki. Pojawił się 1 kwietnia 2015 roku. Natomiast międzynarodowa wersja tej piosenki nagrana z Abrahamem Mateo pojawiła się 24 kwietnia 2015 roku. Płyta "Mariposa" pojawiła się w Polsce 14 kwietnia 2015 roku, a Lodovica spotkała się z fanami 9 maja w centrum handlowym "Arkadia".
28 czerwca 2015 roku Lodovica wróciła do Polski, aby dać swój jedyny polski koncert w Arenie Ursynów w Warszawie w ramach swojej trasy koncertowej Lodovica World Tour 2015.
W czerwcu 2015 roku piosenkarka ogłosiła, że wcieli się w rolę Gioii (Radość) we włoskiej wersji filmu animowanego W głowie się nie mieści.
14 września 2015 roku potwierdzono, że Lodovica będzie nową prowadzącą nowej edycji włoskiej wersji programu Mam talent, Italia's Got Talent, która rozpoczęła się wiosną 2016 roku.
12 maja 2016 roku ukazał się singiel Non cadiamo mai z nadchodzącej trzeciej płyty Lodovici. W 2016 Lodovica została zaangażowana do prowadzenia programu Singing In The Car. W grudniu 2016 miała odbyć się premiera filmu Poveri ma Ricchi z udziałem Lodo. W 2016   przewidziana była także premiera trzeciego albumu artystki.
Wzięła udział w festiwalu piosenki włoskiej Sanremo 2017, na którym zajęła 14 miejsce. Na tę okazję przygotowała singiel "Il cielo non mi basta", oraz cover piosenki "Le mille bolle blu".

## Filmografia
| Rok  | Tytuł                     | Rola          | Uwagi            |
| ---- | ------------------------- | ------------- | ---------------- |
| 2013 | Uniwersytet potworny      | Britney Davis | Włoski dubbing   |
| 2014 | Violetta: Koncert         | Francesca     | Trasa koncertowa |
| 2015 | W głowie się nie mieści   | Radość        | Włoski dubbing   |
| 2015 | Zwierzogród               | Szalona Zebra | Włoski dubbing   |
| 2016 | Prości, ale bogaci        | Valentina     |                  |
| 2017 | Prości, ale bardzo bogaci | Valentina     |                  |

| Rok            | Tytuł               | Rola                |
| -------------- | ------------------- | ------------------- |
| 2012 – 2015    | Violetta            | Francesca Cauviglia |
| 2016 – obecnie | Italia's Got Talent | Prowadząca          |
| 2016           | Singing In The Car  | Prowadząca          |
| 2019           | Extravergine        | Dafne Amoroso       |

## Dyskografia
| 2013                        | Universo - Wydany: 19 listopada 2013 - Wytwórnia: Sony BMG Music - Format: CD, digital download | 22 | 56 | 12 | –  |
| 2015                        | Mariposa - Wydany: 3 lutego 2015 - Wytwórnia: Sony BMG Music - Format: CD, digital download     | 13 | 81 | 11 | 10 |
| 2018                        | TBA - Wydany: TBA - Wytwórnia: Sony BMG Music - Format: CD, digital download                    | -  | -  | -  | -  |
| „–” album nie był notowany. |                                                                                                 |    |    |    |    |

## Singles
| Rok                                                    | Piosenka                        | Album                                 |
| ------------------------------------------------------ | ------------------------------- | ------------------------------------- |
| 2012                                                   | "Ser mejor" (z obsadą Violetty) | Cantar Es Lo Que Soy                  |
| 2013                                                   | "Universo"                      | Universo                              |
| 2013                                                   | "Otro Día Más"                  | Universo                              |
| 2013                                                   | "I Only Want To be With You"    | Universo                              |
| 2015                                                   |                                 |                                       |
| "Todo El Resto No Cuenta"                              | Mariposa                        |                                       |
| "Sin Usar Palabras" (z Abrahamem Mateo)                | Mariposa                        |                                       |
| "Sin Usar Palabras/Bez Słów" (z Szymonem Chodynieckim) | Mariposa (wersja polska)        |                                       |
| 2016                                                   | "Non cadiamo mai"               | TBA                                   |
| 2017                                                   | "Il cielo non mi basta"         | Festiwal Piosenki Włoskiej w San Remo |
| 2017                                                   | "Le mille bolle blue"           | Festiwal Piosenki Włoskiej w San Remo |
| 2017                                                   | "50 Shades of Colours"          | TBA                                   |

## Tour
- Lodovica Comello World Tour (2015)
- #Noi2 Tour (2017)